# Sulzbach-Laufen

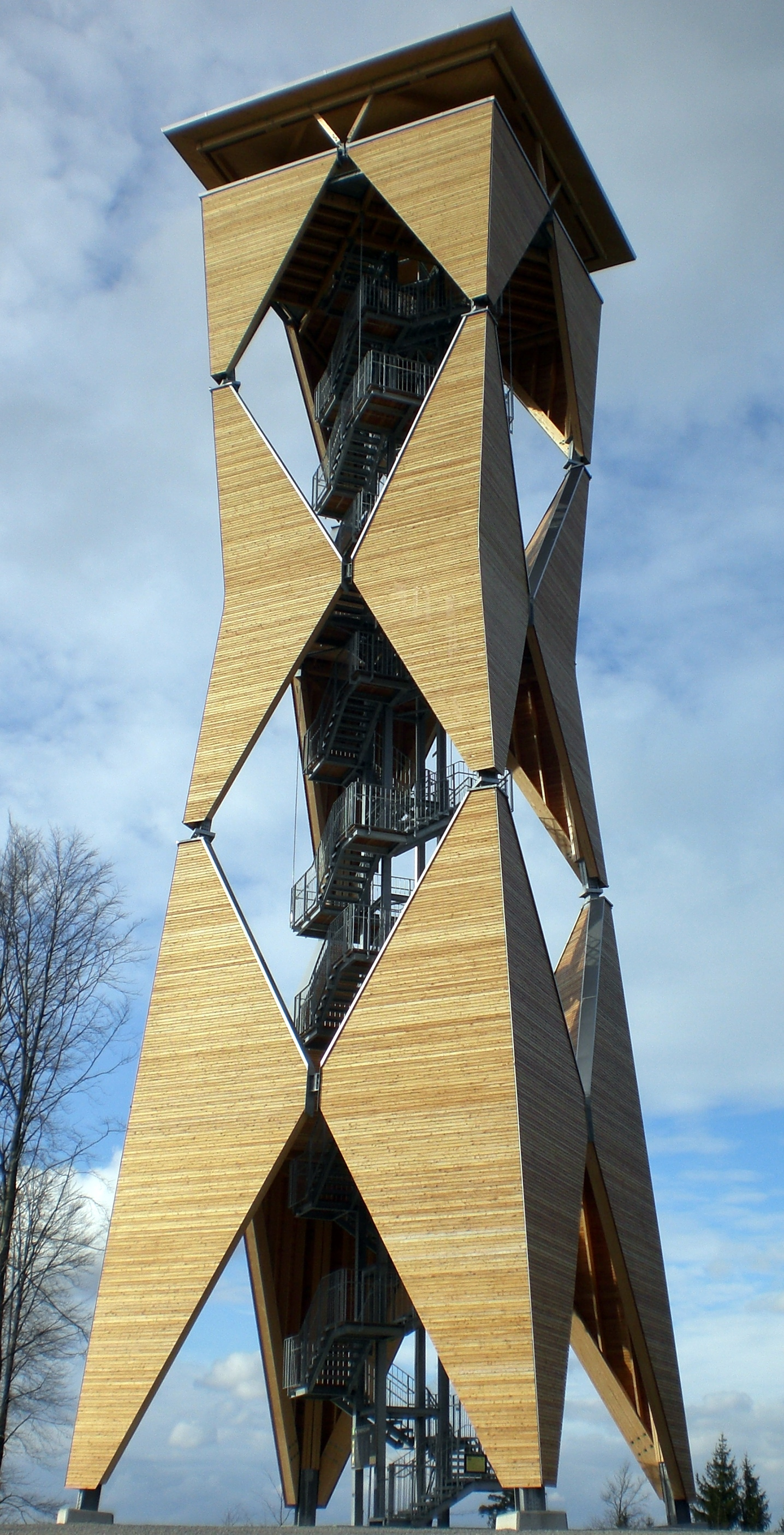
Turnul Altenberg

Sulzbach-Laufen este o comună din landul Baden-Württemberg, Germania.

## Date geografice
Sulzbach-Laufen este amplasat pe valea lui Kocher care este un afluent al lui Neckar.

### Localități vecine
- Obersontheim la nord
- Bühlerzell la nord-est
- Adelmannsfelden la est
- Abtsgmünd la sud-est
- Eschach la sud
- Gschwend la sud-vest
- Gaildorf la nord-vest

### Impărțire administrativă
De comuna Sulzbach-Laufen aparțin 50 de sate, cătune, și ferme. De comuna veche Laufen aparține Kocher, die Weiler Eckenberg, Eisenschmiede, Heerberg, Krasberg, Rübgarten, Schönbronn, cătunele și fermele Braunhof și Wimbach ca și casele Falschengehren, Hägelesburg, Hasenberg, Hochhalden, Knollenberg, Platz, Schimmelsberg, Schneckenbusch, Teutschenhof și mori de vânt ca și ateliere de fierărie, casa pădurarului  Eselsmühle, Forsthaus, Heilberg, Heubelsbach, Hochreut, Hohenreuten, Kernershöfle, Krähbühel, Lederhaus, Lohmühle și Lugeln. De comună aparține din anul 1971 satul „Sulzbach am Kocher”, cătunele: Aichenrain, Altenschmiedelfeld, Hohenberg, Schloßschmiedelfeld și Walkmühle, fermele: Brünst, Egelsbach, Freihöfle (Teufelshalde), Hägeleshöfle (Fuchshäusle), Haslach, Jägerhaus, Kohlwald, Mühlenberg, Nestelberg, Neuhorlachen, Roßhalden, Uhlbach și Weißenhaus, ca și casele sau cădirile izolate izolate: Altenberg, Bayerhöfle, Eisbach, Engelsburg, Frankenreute, Grauhöfle, Kleinteutschenhof (Nebenstück), Ochsenhalde, Ochsenhöfle și Steigenhaus. Ca și locurile mici răsfirate Altenberg, Altenberghaus, Brünst, Egelsbach, Hinterer Eisbach, Eselsmühle, Espelberg, Glasofen, Gsäth, Gutschenhof, Hülenberg, Lugen, Mühle am Eisbach, Sägmühle am Mühlenbach, Sägmühle am Klingenbach, Trigel(s)hofen, Wannenhaus, Windeneich oder Gewundeneich, Wolfgang, Wolkenstein și Schefflenhaus.